# 큰가시고기
큰가시고기는 유럽, 아시아, 북아메리카 등 북반구에 널리 분포하는 물고기이다. 몸길이 9 cm 내외로 몸빛은 청흑색에 배는 은백색이고 치어는 흑청색 무늬가 있다. 번식기에는 수컷의 배는 선명한 붉은색이 띤다. 몸이 단단한 비늘판으로 덮여 있으며, 등에 강한 가시가 3~4개 있다. 연안에 살다가 산란기에 강 하구로 몰려오며, 촌충 같은 기생충의 숙주가 된다. 호소·못·늪 등 연안이나 민물에 서식하며 수컷은 끈끈한 분비물에 식물의 줄기를 모아 보금자리를 꾸민다. 그리고 보금자리로 암컷을 끌어들여 알을 수정시킨 뒤 깰 때까지 약 3주 동안 보살핀다. 주로 다른 물고기의 어린 새끼를 먹고 산다.